# Juan Antonio Rivarola
Juan Antonio Rivarola (Santa Fe, 13 de junio de 1908- Santa Fe; 14 de mayo de 1974) fue un futbolista argentino. Se desempeñaba como delantero, su primer club fue Colón y se consagró campeón de América en 1929 con la 
selección Argentina.

## Carrera
Jugando habitualmente en el puesto de entreala, Rivarola se destacó desde temprana edad en Colón, tanto así que fue convocado a la selección Argentina en 1929, cuando contaba con 21 años. Con el cuadro sabalero se consagró campeón ese mismo año de liga de la Federación Santafesina de Football, entidad que regía el deporte en la ciudad durante la era amateur y que en el profesionalismo pasó a denominarse Liga Santafesina de Fútbol. Precisamente con el inicio de la era rentada se produjo a fines de 1931 una noticia que sacudió el ambiente del fútbol santafesino: Rivarola, quien ya era considerado como ídolo de Colón, anunció la firma de un contrato que lo ligaría con Unión, sempiterno rival de los sabaleros. Colón acudió a la justicia alegando que el futbolista tenía un vínculo vigente con la entidad, dando ésta lugar a la postura del cuadro sangre y luto.
Rivarola sí fue transferido en 1932 al Club Atlético Huracán, entidad que disputaba el Campeonato de Primera División. Durante dos temporadas mostró su buen nivel en el fútbol porteño, siendo pretendidos sus servicios por los clubes grandes de Buenos Aires, Livorno de Italia y América Football Club de Río de Janeiro. Esta última entidad fue la elegida por Rivarola, quien pasó a sus filas en 1934. Al año siguiente retornó a Huracán, mientras que en 1936 inició un segundo ciclo en Colón. Se consagró nuevamente campeón santafesino en 1937. Durante 1939 jugó en Rosario Central, disputando el Campeonato de Primera División, en la que fue la primera temporada del club rosarino en dicho certamen. Rivarola jugó un único partido en el primer equipo canalla; fue en el empate en un gol del 7 de mayo ante Argentino de Quilmes por la 8.ª fecha. Rosario Central era entrenado por Carlos Carlomagno. En 1940 retornó a Colón, donde jugó por poco tiempo antes de ir nuevamente a Brasil donde puso fin a su carrera como futbolista para empezar su carrera como entrenador en diversos equipos del interior de Brasil.
Murió el 14 de mayo de 1974 a los 66 años. Sus restos descansan en el Cementerio Municipal de la provincia de Santa Fe.

## Clubes
| Club                   | País      | Año       |
| ---------------------- | --------- | --------- |
| Colón                  | Argentina | 1928-1932 |
| Huracán                | Argentina | 1932-1934 |
| América Río de Janeiro | Brasil    | 1934      |
| Huracán                | Argentina | 1935      |
| Colón                  | Argentina | 1936-1939 |
| Rosario Central        | Argentina | 1939      |
| Colón                  | Argentina | 1940      |
| Bonsucesso             | Brasil    | 1940-1941 |
| América Río de Janeiro | Brasil    | 1943      |

## Selección nacional
Disputó 6 encuentros con la casaca albiceleste, sin marcar goles. Su primera participación fue en el Campeonato Sudamericano 1929; jugó los tres partidos de Argentina en el torneo, resultando campeón. Conformó la delantera junto a Carlos Peucelle, Manuel Ferreira, Roberto Cherro y Mario Evaristo. Luego tuvo otros tres cotejos, todos ante Uruguay: dos de carácter amistoso en 1933 y el restante por la Copa Héctor Gómez en su edición de 1935, trofeo que terminó en las vitrinas argentinas.

### Participaciones en la Copa América
| Copa                         | Sede      | Resultado | PJ | Goles |
| ---------------------------- | --------- | --------- | -- | ----- |
| Campeonato Sudamericano 1929 | Argentina | Campeón   | 3  | 0     |

### Detalle de partidos
| Torneo                 | Fecha      | Estadio                    | Rival             | Resultado |
| ---------------------- | ---------- | -------------------------- | ----------------- | --------- |
| Sudamericano 1929      | 03-11-1929 | El Gasómetro, Buenos Aires | Perú              | 3-0       |
| Sudamericano 1929      | 10-11-1929 | El Gasómetro, Buenos Aires | Paraguay          | 4-1       |
| Sudamericano 1929      | 17-11-1929 | El Gasómetro, Buenos Aires | Uruguay           | 2-0       |
| Amistoso               | 21-01-1933 | Centenario, Montevideo     | Uruguay           | 1-2       |
| Amistoso               | 05-02-1933 | Independiente, Avellaneda  | Uruguay           | 4-1       |
| Amistoso               | 14-07-1935 | El Gasómetro, Buenos Aires | Combinado español | 1-0       |
| Copa Héctor Gómez 1935 | 18-07-1935 | Centenario, Montevideo     | Uruguay           | 1-1       |

## Palmarés

### Títulos internacionales
| Equipo    | Título            | Año  |
| --------- | ----------------- | ---- |
| Argentina | Sudamericano      | 1929 |
| Argentina | Copa Héctor Gómez | 1935 |

### Títulos regionales
| Equipo | País      | Título                 | Año  |
| ------ | --------- | ---------------------- | ---- |
| Colón  | Argentina | Federación Santafesina | 1929 |
| Colón  | Argentina | Federación Santafesina | 1930 |
| Colón  | Argentina | Torneo Preparación     | 1936 |
| Colón  | Argentina | Liga Santafesina       | 1937 |